# Freya Allan

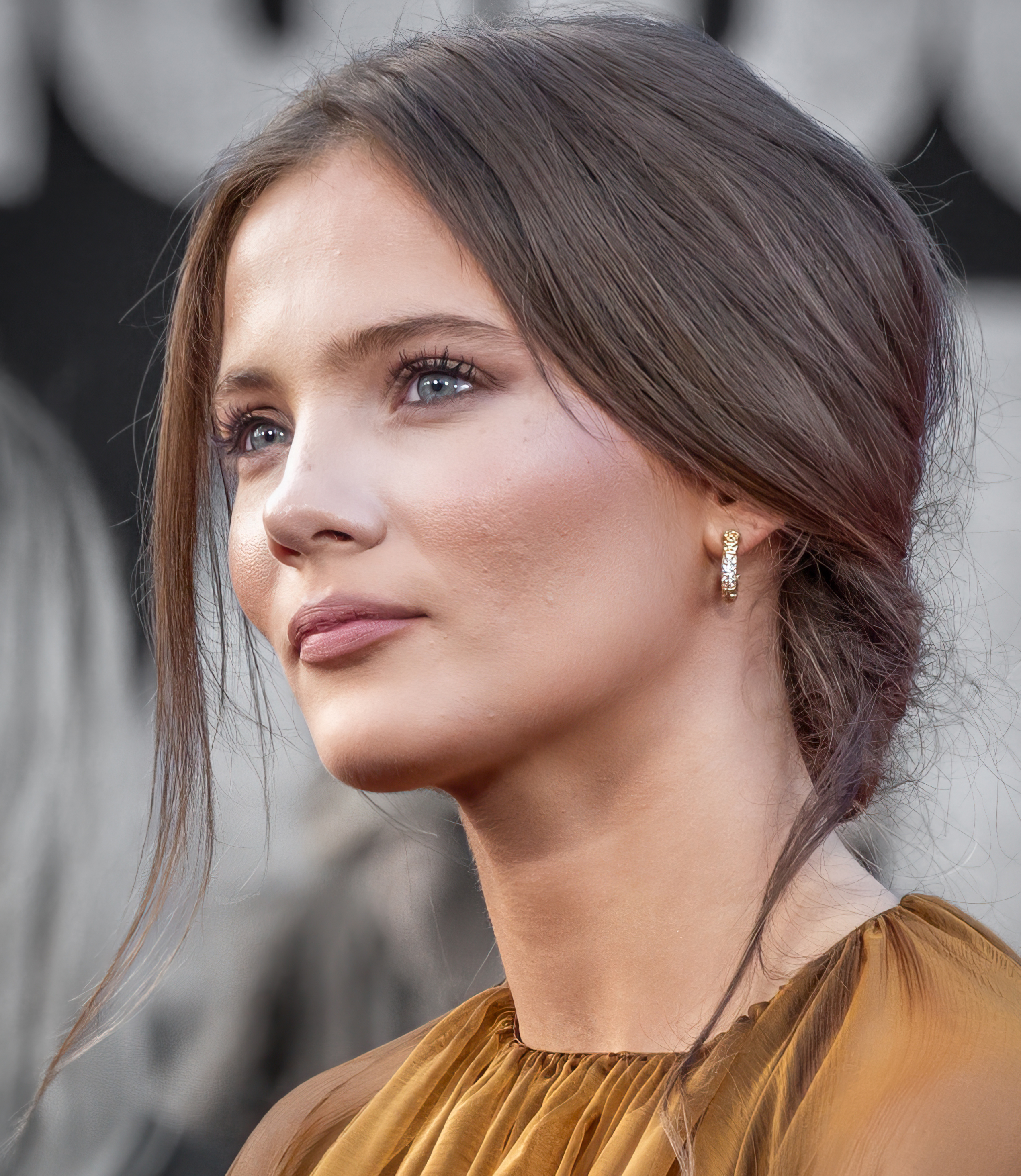
Freya Allan (2024)

Freya Allan (* 6. September 2001 in Oxfordshire, England) ist eine britische Schauspielerin, bekannt für ihre Rolle als Prinzessin Cirilla von Cintra in der Netflix-Serie The Witcher.

## Leben

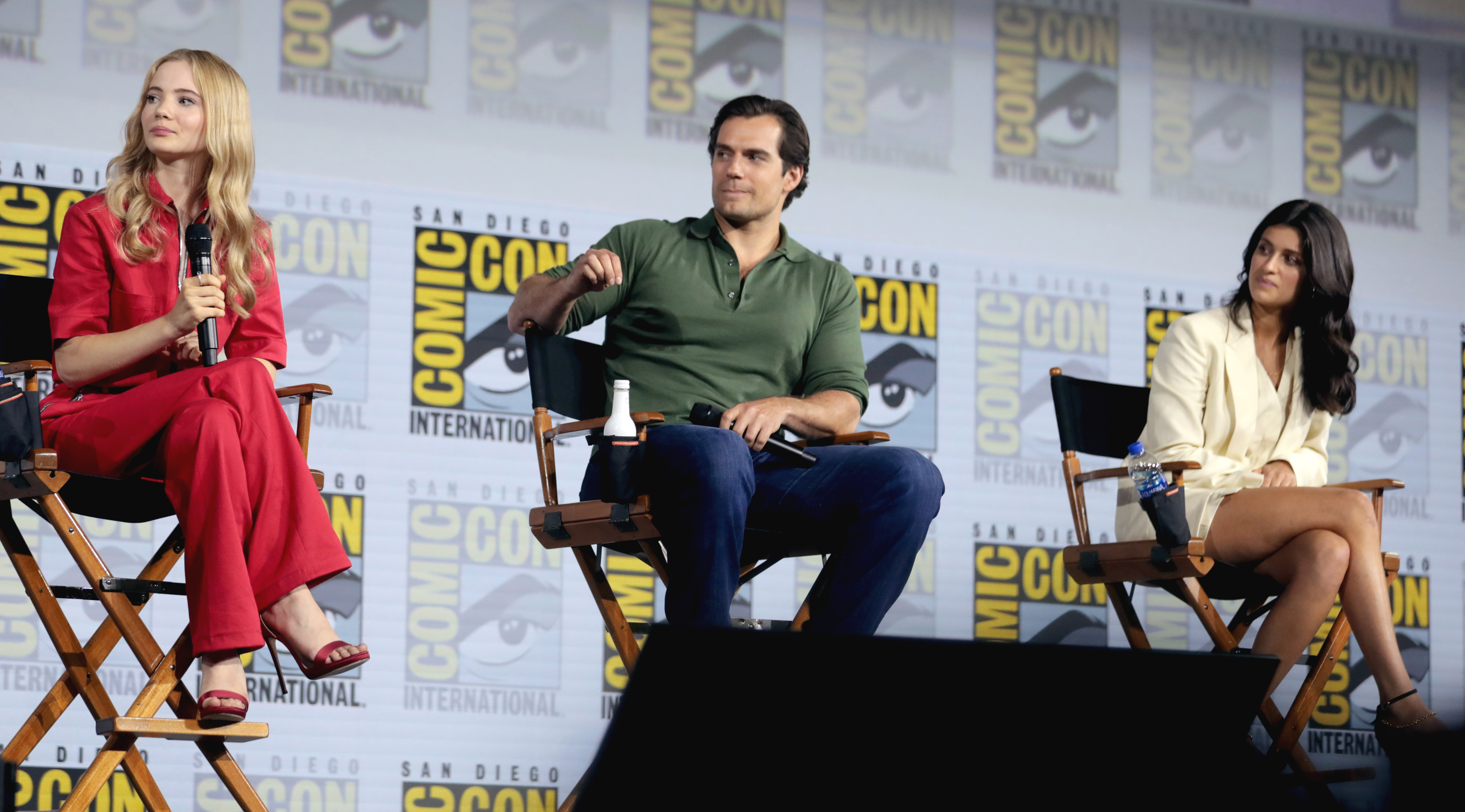
Die Hauptdarsteller von The Witcher Freya Allan, Henry Cavill und Anya Chalotra auf der San Diego Comic-Con International 2019

Allan wurde von ihren Eltern nach der Forschungsreisenden Freya Madeline Stark benannt. Sie stand im Alter von zwölf Jahren auf der Theaterbühne, unter anderem wirkte sie am Oxford Playhouse in einer Rapunzel-Aufführung mit.
2017 war sie in den Kurzfilmen Bluebird und Christmas Tree von Meg Campbell sowie Captain Fierce von Kai Axmacher zu sehen. 2018 hatte sie eine Episodenrolle in der Folge Carry Tiger to Mountain der US-amerikanischen Science-Fiction-Actionserie mit Martial-Arts-Elementen Into the Badlands, in der sie die Rolle von Minerva, später Die Witwe, dargestellt von Emily Beecham, im Alter von 14 Jahren verkörperte.
In der Netflix-Serie The Witcher übernahm sie neben Henry Cavill als Geralt von Riva die Hauptrolle der Ciri, Prinzessin von Cintra. Außerdem stand sie für Dreharbeiten zur BBC-Miniserie The War of the Worlds – Krieg der Welten, basierend auf Der Krieg der Welten von H. G. Wells, mit Rafe Spall und Eleanor Tomlinson sowie zum Action-Thriller Gunpowder Milkshake mit Karen Gillan vor der Kamera.
In der HBO-Miniserie The Third Day (2020) mit Jude Law verkörperte sie die Rolle der Kail. Für den Film Kingdom of the Planet of the Apes wurde sie für eine Hauptrolle besetzt. Im Horrorfilm Baghead (2023) von Alberto Corredor übernahm sie die Hauptrolle der Iris Lark.
In The Witcher und Planet der Affen wurde Allan von Lisa May-Mitsching synchronisiert.

## Filmografie (Auswahl)
- 2017: Captain Fierce (Kurzfilm)
- 2017: Christmas Tree (Kurzfilm)
- 2017: Bluebird (Kurzfilm)
- 2018: Into the Badlands (Fernsehserie, Episode 3x05)
- 2019: The War of the Worlds – Krieg der Welten (The War of the Worlds, Miniserie, Episode 1x01)
- seit 2019: The Witcher (Fernsehserie)
- 2020: The Third Day (Miniserie, 5 Episoden)
- 2021: Gunpowder Milkshake
- 2023: Baghead
- 2024: Planet der Affen: New Kingdom (Kingdom of the Planet of the Apes)

## Auszeichnungen und Nominierungen
Saturn Award
- 2021: Nominierung in der Kategorie Bester TV-Nachwuchsschauspieler für The Witcher[10]
- 2024: Nominierung in der Kategorie Bester TV-Nachwuchsschauspieler für The Witcher
- 2025: Nominierung in der Kategorie Bester Nachwuchsschauspieler für Planet der Affen: New Kingdom